# Volta (album)
Volta – szósty studyjny album islandzkiej piosenkarki i kompozytorki Björk, wydany 1 maja 2007 roku. 
Björk w pierwszej części swojej trasy koncertowej promującej album, odwiedziła Polskę (1 lipca 2007).

## Lista utworów
|    | Tytuł                                | Długość |
| -- | ------------------------------------ | ------- |
| 01 | "Earth Intruders"                    | 6:13    |
| 02 | "Wanderlust"                         | 5:48    |
| 03 | "The Dull Flame of Desire"           | 7:32    |
| 04 | "Innocence"                          | 4:14    |
| 05 | "I See Who You Are"                  | 4:22    |
| 06 | "Vertebrae by Vertebrae"             | 5:08    |
| 07 | "Pneumonia"                          | 5:14    |
| 08 | "Hope"                               | 3:39    |
| 09 | "Declare Independence"               | 4:16    |
| 10 | "My Juvenile"                        | 4:05    |
| 11 | "I See Who You Are" (UK/Japan bonus) | 4:06    |

## Pozycje na listach
| Lista | Kraj   | Pozycja |
| ----- | ------ | ------- |
| OLiS  | Polska | 6       |